# Resiliencia tecnológica en el arte
La resiliencia se conoce como la capacidad humana de asumir con flexibilidad situaciones límite y sobreponerse a ellas; una especie de habilidad para resurgir de la adversidad, adaptarse y recuperarse. Es un término derivado del latín (del verbo resilio, resilire: “saltar hacia atrás, rebotar”) que significa volver a la normalidad, especialmente después de alguna situación crítica e inusual. La resiliencia tecnológica, por lo tanto, se podría definir como un retorno a un desarrollo y consumo responsable y sostenible de la tecnología (aunque aquí sea tratado solo desde el punto de vista del arte). Algo que en la industria se produce esporádica y paulatinamente (como demuestra el débil compromiso de los países industrializados, sobre el cambio climático) pero que, desde la perspectiva del consumidor (en este caso el artista), es susceptible de afrontar con radicalidad y excepcionalidad. En definitiva, es solo una cuestión de actitud.
Arte y resiliencia
La creación de una obra de arte en la con influencia del arte y la tecnología exige procesos multidisciplinares complejos en aparente contradicción. La tecnología tiene vocación teleológica, se desarrolla para satisfacer una necesidad, es orientada a un fin, a diferencia del arte donde el telos, en caso de existir, sería instancia estética, histórica, simbólica, etc. Al objeto tecnológico se le exige cumplir su función mientras que el objeto artístico está exento de satisfacer ninguna competencia directa. Sin embargo, una obra medial para manifestarse (denominémosle objeto-símbolo) exige que la tecnología que la sustenta (objeto-sistema) cumpla su función: servir a la epifanía de la obra. La fragilidad de esta dualidad objeto-símbolo-sistema es gravada por la tecnología. Cesare Brandi apunta a este desdoblamiento en términos de una jerarquía funcional de nida como estructura y aspecto (Brandi, 2007, p.19). En el arte tecnológico la estructura no es solo materia. El soporte que actúa de estructura puede ser material o híbrido (como en el caso del arte digital donde el software es inmaterial pero exige un mínimo de soporte hardware) mientras que la imagen, que ejerce de aspecto, puede ser material (imagen-espacio), inmaterial (imagen-tiempo) o híbrida (imagen-en-movimiento, imagen-movimiento) (García, 2010, p. 86). Sin objeto-sistema no es posible un objeto-símbolo. La estructura debe cumplir su función para que sea posible el aspecto. El objeto-símbolo-sistema es progresivo, exige un gasto energético para activarse (transformación de materia, energía o información). Sin energía (sea cual fuere: eléctrica, eólica,  sica, química, biológica, mecánica, etc.) tampoco es posible el objeto estético. 
Es precisamente en esta instancia donde el artista tiene otra oportunidad de resiliar, desobedecer y resistir. Una solución tecnológica es múltiple por naturaleza y su causa final está dirigida normalmente en términos de compromiso (robusta-frágil, cara-barata, rápida-lenta, sostenible-insostenible, ineficiente-eficiente, grande-pequeña, etc.). Es difícil conciliar, a veces imposible, todos los atributos deseables en un objeto-sistema. Un sistema, en este contexto, está formado por estructuras. Las estructuras son sistemas de nivel inferior susceptibles de una descomposición recursiva que culmina en un sistema indivisible, atómico: la entidad. 
Solución tecnológica
Una solución tecnológica para una producción artística conlleva normalmente la integración de múltiples tecnologías a diferentes escalas. El circuito electrónico más simple necesita componentes: condensadores, resistencias y semiconductores (y otros), para satisfacer determinada función y constituye un sistema de primer nivel: una entidad hardware, en este caso. Es posible comprarlo en el mercado o quizá haya que producirlo específicamente. Pero un equipo o dispositivo electrónico necesita habitualmente múltiples circuitos interconectados entre sí (un sistema compuesto de múltuples sistemas de nivel inferior que cooperan entre sí en función de un objetivo común). En definitiva un sistema complejo es un conjunto de sistemas más pequeños interconectados entre sí a través de sus respectivas interfaces para intercambiar información (analógica o digital, real o virtual). Estos sistemas más pequeños podrían contener, a su vez, sistemas (subsistemas) aún más pequeños y así sucesivamente en un cambio de escala que termina en los sistemas más simples, indivisibles, atómicos, en las en dades. 
Pero la resiliencia también es posible para conservar/restaurar una obra de arte. Una obra de arte como objeto-sistema, en la metodología para la producción y conservación/restauración del arte digital (García, 2010, p. 159), desarrollada en el paradigma de la complejidad. Se desestructura en solo dos términos: cubes (sistemas en determinada escala) y nexus (sus respectivas interfaces de comunicación inter-sistemas) y deben satisfacer las propiedades objetivo de los sistemas robustos, eficaces y sostenibles: integrabilidad, exibilidad, modularidad y escalabilidad. 
Conclusión
El arte sostenible es posible. En la aldea global toda acción tiene sus consecuencias. Una política de innovación tecnológica poco ética o el crecimiento por el crecimiento, genera mayor desequilibrio en los elementos básicos del desarrollo sostenible: económico, social y ambiental. Pero, de la misma manera, es posible usar la propia tecnología para revertir este proceso. Es posible reducir, reutilizar y reciclar. Es posible adoptar posturas respecto a la tecnología que, en cuanto soporte de una obra, propicie su conservación. La resiliencia tecnológica es posible. Como afirman los artistas Anne-Marie Schleiner, Joan Leandre y Brody Condon: “la realidad está ahí para el que la quiera”. Es necesario que lo real sea reconstruido por nosotros. 